# Comuna Oinacu, Giurgiu
Oinacu este o comună în județul Giurgiu, Muntenia, România, formată din satele Braniștea, Comasca și Oinacu (reședința).

## Așezare
Comuna se află la marginea de sud a județului, pe malul stâng al Dunării, la granița cu regiunea Ruse din Bulgaria, la nord-est de municipiul Giurgiu. Este străbătută de șoseaua județeană DJ507, care o leagă spre sud-vest de Giurgiu (unde se termină în DN5) și spre est de Gostinu.

## Demografie
Componența etnică a comunei Oinacu
     Români (96,27%)
     Alte etnii (0,08%)
     Necunoscută (3,66%)
Componența confesională a comunei Oinacu
     Ortodocși (86,84%)
     Adventiști (9,04%)
     Alte religii (0,2%)
     Necunoscută (3,91%)
Conform recensământului efectuat în 2021, populația comunei Oinacu se ridică la 3.937 de locuitori, în creștere față de recensământul anterior din 2011, când fuseseră înregistrați 3.357 de locuitori. Majoritatea locuitorilor sunt români (96,27%), iar pentru 3,66% nu se cunoaște apartenența etnică. Din punct de vedere confesional, majoritatea locuitorilor sunt ortodocși (86,84%), cu o minoritate de adventiști (9,04%), iar pentru 3,91% nu se cunoaște apartenența confesională.

## Politică și administrație
Comuna Oinacu este administrată de un primar și un consiliu local compus din 11 consilieri. Primarul, Fabian Țîrcă[*], de la Partidul Național Liberal, este în funcție din octombrie 2020. Începând cu alegerile locale din 2024, consiliul local are următoarea componență pe partide politice:
|  | Partid                    | Consilieri | Componența Consiliului | Componența Consiliului | Componența Consiliului | Componența Consiliului | Componența Consiliului | Componența Consiliului | Componența Consiliului | Componența Consiliului | Componența Consiliului | Componența Consiliului | Componența Consiliului |
|  | ------------------------- | ---------- | ---------------------- | ---------------------- | ---------------------- | ---------------------- | ---------------------- | ---------------------- | ---------------------- | ---------------------- | ---------------------- | ---------------------- | ---------------------- |
|  | Partidul Național Liberal | 11         |                        |                        |                        |                        |                        |                        |                        |                        |                        |                        |                        |

## Istorie
La sfârșitul secolului al XIX-lea, comuna făcea parte din plasa Marginea a județului Vlașca și era formată doar din satul de reședință, cu 1000 de locuitori. Existau în comună o biserică și o școală cu 51 de elevi. La acea vreme, pe teritoriul actual al comunei mai funcționa în aceeași plasă și comuna Braniștea, tot doar cu satul de reședință, având 579 de locuitori, o biserică și o școală comunală mixtă cu 22 de elevi (toți băieți). În 1931, comuna Braniștea a fost desființată, satul ei trecând la comuna Oinacu. Pe la 1938, a fost înființat pe teritoriul comunei și satul Comasca, un sat nou, cu străzi drepte.
În 1950, comuna a devenit parte a orașului regional Giurgiu din regiunea București. În 1968, a trecut la județul Ilfov, satul Comasca fiind tot atunci desființat și comasat cu satul Braniștea. În 1981, o reorganizare administrativă regională a dus la transferarea comunei la județul Giurgiu. Satul Comasca a fost reînființat în 2006.

## Monumente istorice
Trei obiective din comuna Oinacu sunt incluse în lista monumentelor istorice din județul Giurgiu ca monumente de interes local. Unul este situl arheologic „Măgura Mare” de lângă brațul Comasca, aflat la sud de satul Braniștea, în apropierea cimitirului. Situl cuprinde așezări din neolitic (culturile Boian și Gumelnița), Epoca Bronzului (cultura Tei, faza III), perioada Halstatt, precum și o așezare și o necropolă din secolul al IV-lea e.n. (epoca romană). Celelalte două sunt clasificate ca monumente de arhitectură — două biserici, ambele cu hramul „Adormirea Maicii Domnului”, una datând din 1886 și aflată în satul Braniștea, și cealaltă din 1844–1846, aflată în satul Oinacu.